# 田貫 (小惑星)
田貫（たぬき、10154 Tanuki）は小惑星帯に位置する小惑星のひとつ。
1994年10月、小林隆男が群馬県大泉町で発見した。

## 名称
富士山西麓・静岡県の朝霧高原にある田貫湖に因む。田貫湖は人造湖で、周辺にはキャンプ場なども整備されている。美しい日の出（ダイヤモンド富士）を見ることのできる景勝地として知られており、天体観測を行うために多くのアマチュア天文家が集まる場所でもある。
命名は2003年5月の小惑星回報（MPC 48389）で公表された。同時に、朝霧高原に因んだ (10157) 朝霧も命名されている。

## 註
1. 1 2  MPC 48389（2003年5月1日）